# 阿瑟·莱文森
阿瑟·莱文森（英語：Arthur D. Levinson，1950年3月31日—）现为Calico公司的创始人兼CEO同时也是苹果公司董事长（2011年至今）。曾任基因泰克公司董事长（1999年-2014年）、首席执行官（1995年-2009年）。
除了担任苹果公司董事会董事（2000年至今），莱文森现在还担任基因泰克母公司罗氏公司的董事，NGM的生物制药公司，Amyris生物技术公司，麻省理工和哈佛的顾问、斯隆 - 凯特琳癌症中心科学顾问委员会委员，加州定量生物科学（QB3）工业咨询委员会委员，以及普林斯顿大学研究所分子生物学系和刘易斯 - 西格勒综合基因组学研究所的顾问委员会成员。

## 生平教育
莱文森出生在一个犹太家庭。在1972年，莱文森在西雅图华盛顿大学拿到了学士学位。随后，他于1977年在普林斯顿大学获得生物化学博士学位。

## 职业生涯
2011年11月15日，莱文森取代已故的史蒂夫·賈伯斯，成为近年来苹果公司的第二任董事长。苹果自1997年起不再设有“董事长”（英语：Chairman）职位，但设“首席董事”（英语：Chief Director）一职。自賈伯斯辞任CEO起，恢复“董事长”一职，由莱文森担任。